# Neottianthe
Neottianthe es un género de orquídeas perteneciente a la subfamilia Orchidoideae.

## Especies
A continuación se brinda un listado de las especies del género Neottianthe aceptadas hasta mayo de 2011, ordenadas alfabéticamente. Para cada una se indica el nombre binomial seguido del autor, abreviado según las convenciones y usos y la publicación válida.
1. Neottianthe camptoceras (Rolfe ex Hemsl.) Schltr., Repert. Spec. Nov. Regni Veg. 16: 292 (1919).
2. Neottianthe compacta Schltr., Acta Horti Gothob. 1: 136 (1924).
3. Neottianthe cucullata (L.) Schltr., Repert. Spec. Nov. Regni Veg. 16: 292 (1919).
4. Neottianthe luteola K.Y.Lang & S.C.Chen, Acta Phytotax. Sin. 35: 545 (1996).
5. Neottianthe oblonga K.Y.Lang, Acta Phytotax. Sin. 35: 544 (1997).
6. Neottianthe ovata K.Y.Lang, Acta Phytotax. Sin. 36: 542 (1997).
7. Neottianthe secundiflora (Kraenzl.) Schltr., Repert. Spec. Nov. Regni Veg. 16: 291 (1919).